# Liste der Stolpersteine in Südlohn
Die Liste der Stolpersteine in Südlohn enthält die Stolpersteine, die im Rahmen des gleichnamigen Kunst-Projekts von Gunter Demnig in Südlohn verlegt wurden. Mit ihnen soll an die Opfer des Nationalsozialismus erinnert werden, die in Südlohn lebten und wirkten.

## Liste der Stolpersteine
| Name                       | Adresse          | Bild | Inschrift                                                                                      | Verlegedatum  | Biografie und Anmerkungen |
| -------------------------- | ---------------- | --- | ---------------------------------------------------------------------------------------------- | ------------- | ------------------------- |
| 'Elpidius' Josef Markötter | Doornte 15 ·     | Bild gesucht Der Benutzer GeorgDerReisende ( Diskussion ) wünscht sich an dieser Stelle ein Bild vom Ort mit diesen Koordinaten 51.944454 6.860734 . Motiv: Doornte 15: Stolperstein für 'Elpidius' Josef Markötter, die Lage und das Haus Falls du dabei helfen möchtest, erklärt die Anleitung , wie das geht. BW | Hier wohnte Pater Elpidius Josef Markötter Jg. 1911 verhaftet 1940 KZ Dachau tot 28.6.1942     | 20. Dez. 2006 |                           |
| Betti Wolff                | Grüwwel 1 ·      | Bild gesucht Der Benutzer GeorgDerReisende ( Diskussion ) wünscht sich an dieser Stelle ein Bild vom Ort mit diesen Koordinaten 51.944393 6.866912 . Motiv: Grüwwel 1: Stolpersteine für die Familie Wolff, die Lage und das Haus Falls du dabei helfen möchtest, erklärt die Anleitung , wie das geht. BW          | Hier wohnte Betti Wolff geb. Weinberg Jg. 1885 deportiert 1941 ermordet in Riga                | 20. Dez. 2006 |                           |
| Erich Wolff                | Grüwwel 1 ·      | Bild gesucht Die Wikipedia wünscht sich an dieser Stelle ein Bild vom hier behandelten Ort. Falls du dabei helfen möchtest, erklärt die Anleitung , wie das geht. BW | Hier wohnte Erich Wolff Jg. 1912 ermordet Auschwitz ermordet 4.2.1944                          | 20. Dez. 2006 |                           |
| Oskar Wolff                | Grüwwel 1 ·      | Bild gesucht Die Wikipedia wünscht sich an dieser Stelle ein Bild vom hier behandelten Ort. Falls du dabei helfen möchtest, erklärt die Anleitung , wie das geht. BW | Hier wohnte Oskar Wolff Jg. 1876 deportiert 1941 ermordet in Riga                              | 20. Dez. 2006 |                           |
| Otto Wolff                 | Grüwwel 1 ·      | Bild gesucht Die Wikipedia wünscht sich an dieser Stelle ein Bild vom hier behandelten Ort. Falls du dabei helfen möchtest, erklärt die Anleitung , wie das geht. BW | Hier wohnte Otto Wolff Jg. 1909 deportiert ermordet                                            | 20. Dez. 2006 |                           |
| Aron Wolff                 | Kirchstraße 6 ·  | | Hier wohnte Aron Wolff Jg. 1861 deportiert 1941 Theresienstadt ermordet 9.10.1942              | 20. Dez. 2006 |                           |
| Rika Wolff                 | Kirchstraße 6 ·  | | Hier wohnte Rika Wolff geb. Pagener Jg. 1866 deportiert 1941 Theresienstadt ermordet 1.10.1942 | 20. Dez. 2006 |                           |
| Samuel Wolff               | Kirchstraße 6 ·  | | Hier wohnte Samuel Wolff Jg. 1864 deportiert 1941 Theresienstadt ermordet 24.9.1942            | 20. Dez. 2006 |                           |
| Frieda Wolff               | Kirchstraße 10 · | | Hier wohnte Frieda Wolff Jg. 1892 deportiert 1941 ermordet in Riga                             | 20. Dez. 2006 |                           |
| Herz Wolff                 | Kirchstraße 10 · | | Hier wohnte Herz Wolff Jg. 1866 deportiert 1941 ermordet in Auschwitz                          | 20. Dez. 2006 |                           |
| Ilse Wolff                 | Kirchstraße 12 · | | Hier wohnte Ilse Wolff geb. Levy Jg. 1912 deportiert 1941 ermordet in Riga                     | 20. Dez. 2006 |                           |
| Dr. Julius Wolff           | Kirchstraße 12 · | | Hier wohnte Dr. Julius Wolff Jg. 1879 deportiert 1941 ermordet in Riga                         | 20. Dez. 2006 |                           |
| Gustav Landau              | Kirchstraße 22 · | | Hier wohnte Gustav Landau Jg. 1885 deportiert 1941 ermordet in Riga                            | 20. Dez. 2006 |                           |
| Henriette Landau           | Kirchstraße 22 · | | Hier wohnte Henriette Landau geb. Meyer Jg. 1890 deportiert 1941 ermordet in Riga              | 20. Dez. 2006 |                           |
| Ilse Landau                | Kirchstraße 22 · | | Hier wohnte Ilse Landau Jg. 1921 deportiert 1941 ermordet in Riga                              | 20. Dez. 2006 |                           |
| Kurt Lebenstein            | Kirchstraße 38 · | | Hier wohnte Kurt Lebenstein Jg. 1930 deportiert 1941 ermordet in Riga                          | 20. Dez. 2006 |                           |
| Meier Wolff                | Kirchstraße 38 · | | Hier wohnte Meier Wolff Jg. 1869 deportiert 1941 ermordet in Riga                              | 20. Dez. 2006 |                           |
| Moritz Lebenstein          | Kirchstraße 38 · | | Hier wohnte Moritz Lebenstein deportiert ermordet                                              | 20. Dez. 2006 |                           |
| Sonja Lebenstein           | Kirchstraße 38 · | | Hier wohnte Sonja Lebenstein Jg. 1928 deportiert 1941 ermordet in Riga                         | 20. Dez. 2006 |                           |
| Toni Lebenstein            | Kirchstraße 38 · | | Hier wohnte Toni Lebenstein geb. Wolff Jg. 1901 deportiert 1941 ermordet in Riga               | 20. Dez. 2006 |                           |
| Werner Lebenstein          | Kirchstraße 38 · | | Hier wohnte Werner Lebenstein Jg. 1934 deportiert 1941 ermordet in Riga                        | 20. Dez. 2006 |                           |